# Kampong Leav
Huyện Kampong Leav (tiếng Khmer: ស្រុកកំពង់លាវ) là một huyện nằm ở tỉnh Prey Veng, đông nam Campuchia. Huyện này có dân số 55.054 người (năm 1998).
Các xã của huyện Kampong Leav, gồm:
- Baray: Baray Kaeut, Baray Lech
- Cheung Tuek: Cheung Tuek Ka, Cheung Tuek Kha, Kampong a Tong, Svay Sokhao, Aek Ream
- Kampong Leav (xã): Phum Muoy, Phum Pir, Phum Bei, Phum Buon, Phum Pram, Phum Prammuoy, Phum 7, Phum 8
- Pou Rieng: Pou Rieng Cheung, Pou Rieng Tboung, Veal Prov, yeay Sal
- Preaek Anteah: Preaek Anteah, Preaek Phkoam, Chrang Totueng, Ta Mao, Ta Meaeng, Angkor Yos, Thmei
- Preaek Chrey: Preaek Chrey Leu, Preaek Chrey Kraom, Anlong Trea, Bak Daok, Peam Sdei
- Prey Kanlaong: Svay, Kampong, Chreav, Popues, Prey Kanlaong Kampong Leav
- Ta Kao: Kok Trom Ka, Kok Trom Kha, Khnay, Phloy, Skor Dach, Tnaot Tret, Ta Kao, Pheakkeaknes